# 21 días (Chile)
21 días fue un programa de televisión transmitido por Televisión Nacional de Chile (TVN). Es la versión chilena del programa homónimo español emitido por el canal Cuatro.
Era emitido los días lunes en horario late, y se estrenó el 17 de junio de 2013.

## Descripción
Durante 21 días y 24 horas diarias, una periodista se pone en la piel de distintos grupos de personas para comprender y mostrar cómo son sus vidas. Hay problemas que solo se entienden cuando se viven en la propia piel.

## Capítulos

### 1ª temporada
| N.º | Título                                               | Fecha de emisión original | Índice de audiencia |
| --- | ---------------------------------------------------- | ------------------------- | ------------------- |
| 1 | «Vivir y trabajar en la basura»                      | 17 de junio de 2013       | 14,2                |
| María José Terré vive por 21 días en un vertedero. Se trasladó a «La Chimba», el vertedero más grande de Chile ubicado en Antofagasta. |                                                      |                           |                     |
| 2 | «La marihuana en carne viva»                         | 24 de junio de 2013       | 13,0                |
| Catalina Castro se convirtió en una fumadora más y consumió al menos un pito de cannabis al día durante 21 días. Conoció diferentes realidades como la de Paz Huneeus, una extrabajadora de las Naciones Unidas que admitió que fumaba al menos una vez al día y que compartía con sus hijos. Además, conoció el otro lado de la moneda, a un ex drogadicto quien aseguró que la marihuana era la puerta de entrada a otras drogas duras. |                                                      |                           |                     |
| 3 | «Vivir con la muerte por 21 días»                    | 1 de julio de 2013        | 8,8                 |
| María José Terré vuelve a vivir una experiencia extrema, en esta oportunidad convive con la muerte. La periodista conoció a una familia que vive en el cementerio debido a su labor como panteoneros. Supo de personas que esperan donar sus cuerpos a la investigación médica, fue a las universidades y escuelas de medicina donde trabajó con cuerpos de adultos y niños. Además, fue sepultada viva. |                                                      |                           |                     |
| 4 | «Una vida a ciegas»                                  | 8 de julio de 2013        | 8,7                 |
| Catalina Castro vivió en carne propia la experiencia de enfrentarse a una ciudad que no está adecuada para los no videntes. La periodista compartió con distintas personas en la misma situación, entre ellos visitó un colegio para niños ciegos, donde aprendió a usar bastón junto a los alumnos, a un deportista que superó esta limitante y a jóvenes que no renuncian a salir de noche ni a hacer su vida acorde a su edad. |                                                      |                           |                     |
| 5 | «21 días bebiendo alcohol»                           | 15 de julio de 2013       | N/d                 |
| María José Terré experimentó en carne propia la sensación de estar tres semanas tomando alcohol. La periodista compartió la experiencia de distintas personas para quienes el alcohol forma o ha formado parte importante de sus vidas. Bebió junto a los entrevistados y consumió lo mismo que ellos quedando en algunos casos en evidente estado de ebriedad. |                                                      |                           |                     |
| 6 | «Una vida sin comer»                                 | 22 de julio de 2013       | 8,8                 |
| Catalina Castro vivió 21 días sin comer. Restringió su dieta a las calorías promedio que consume una persona que sufre de anorexia o bulimia. Un capítulo que trata sobre los trastornos alimenticios que, aunque en menor medida, también afecta a hombres. La periodista debió estar consciente de los síntomas que esto podría provocarle al punto, de que se produzca un trastorno alimentario ya que solo consumió 350 calorías diarias. |                                                      |                           |                     |
| 7 | «A la espera de un trasplante»                       | 29 de julio de 2013       | N/d                 |
| María José Terré, conoció la experiencia de quienes esperan un trasplante. La periodista conoció el testimonio del actual ministro de Salud, Jaime Mañalich, y la modelo Titi Aguayo y vivió con una joven que espera hace 4 años un trasplante de riñón. |                                                      |                           |                     |
| 8 | «Una vida de lujos»                                  | 5 de agosto de 2013       | N/d                 |
| Chile es el sexto país con más millonarios del planeta. La periodista Catalina Castro conoció este mundo. En este capítulo Catalina Castro vistió joyas que superan los 100 millones de pesos cada una, vestidos de más de 3 millones, carteras y zapatos lujosos. También asistió a exclusivas fiestas y se hospedó por 21 días en la suite más costosa de un hotel capitalino. |                                                      |                           |                     |
| 9 | «Pertenecer a las Fuerzas Especiales de Carabineros» | 12 de agosto de 2013      | N/d                 |
| A María José Terré le correspondió convertirse en guardia de La Moneda, resguardar el orden en un clásico Colo Colo – Universidad de Chile y durante una marcha estudiantil donde debió enfrentarse a piedras, ladrillos, palos y botellazos. En estas tres semanas, la periodista aprendió técnicas de defensa, debió soportar golpes, gas lacrimógeno, un duro entrenamiento físico, largas horas de pie y extrema disciplina. Pero además conoció cómo es la vida de los uniformados en roles tan distintos como padres y esposos.                                         |                                                      |                           |                     |
| 10 | «21 Días viviendo en la calle»                       | 26 de agosto de 2013      | N/d                 |
| Catalina Castro vivió por 21 días en la vía pública. Ahí conoció a personas que, por diferentes motivos, hacen de las calles de Santiago su hogar. Catalina Castro convive con distintas realidades donde lo más difícil para ella será la falta de seguridad por las noches, conseguir dinero para comer a través de limosnas, asearse o ingresar a un baño público. En el recorrido por las calles, la periodista se convenció de que nadie está libre de terminar viviendo en la calle.                                                                                    |                                                      |                           |                     |
| 11 | «Conocemos el mundo de la hípica»                    | 2 de septiembre de 2013   | N/d                 |
| Catalina Castro entra a un mundo donde se realizan más de 15 carreras al día, millones de pesos en juego en tan solo 90 segundos que dura aproximadamente una carrera de caballos. La periodista conoce a distintas personas que se mueven por esta pasión. Kike Morandé intenta enseñarle el particular movimiento de las manos para alentar. Asiste a un remate donde los precios pueden superar los 70 millones por caballo. Conoce a un herrero y un entrenador, para luego asistir a una operación que busca impedir el sacrificio de un equino lesionado en las pistas. |                                                      |                           |                     |